# Église d'Heinävesi
L'église d'Heinävesi est une église évangélique-luthérienne en bois située à Heinävesi en Finlande.

## Description
L'église est de style néogothique, elle fut édifiée entre 1890 et 1891 selon les plans de Josef Stenbäck.
La longueur de l'édifice est de 40 mètres, sa largeur de 30 mètres et sa hauteur de 45 mètres.
Elle a une capacité de 2 000 sièges ce qui en fait la seconde plus grande église en bois de Finlande. Dans le clocher se trouvent deux cloches, la plus petite date de 1765 et la plus grande de 1906. La peinture de l'autel est l'œuvre de Johan Kortman et date de 1893. L'orgue originel de 25 jeuxs a été construit par Jens Zachariassen en 1906. La Fabrique d'orgues de Kangasala a fourni en 1981 un nouvel instrument de 33 jeux réutilisant 20 jeux de l'orgue initial.

## Historique
La première église de Heinävesi était une petite chapelle, construite en 1748. La seconde fut une église en bois massif construite en 1840 selon les plans de Carl Ludvig Engel mais elle brûla en 1877.

## Environnement
Dans le jardin de l'église se situent le musée du district rural, le centre de Pitäjäntupa et un vieux cimetière. La grande colline de l'église est historiquement un lieu d'expression culturelle. Elle domine le lac Kermajärvi de 90 mètres.

## Galerie

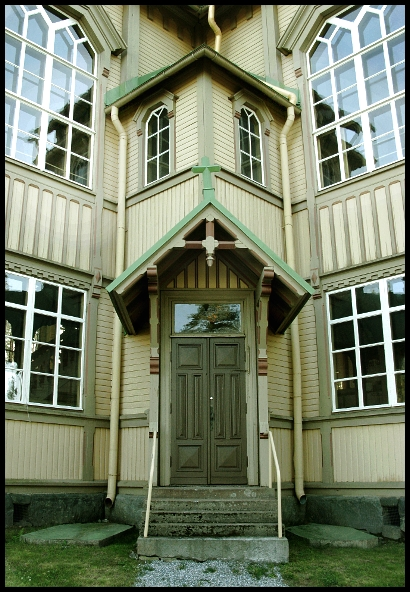
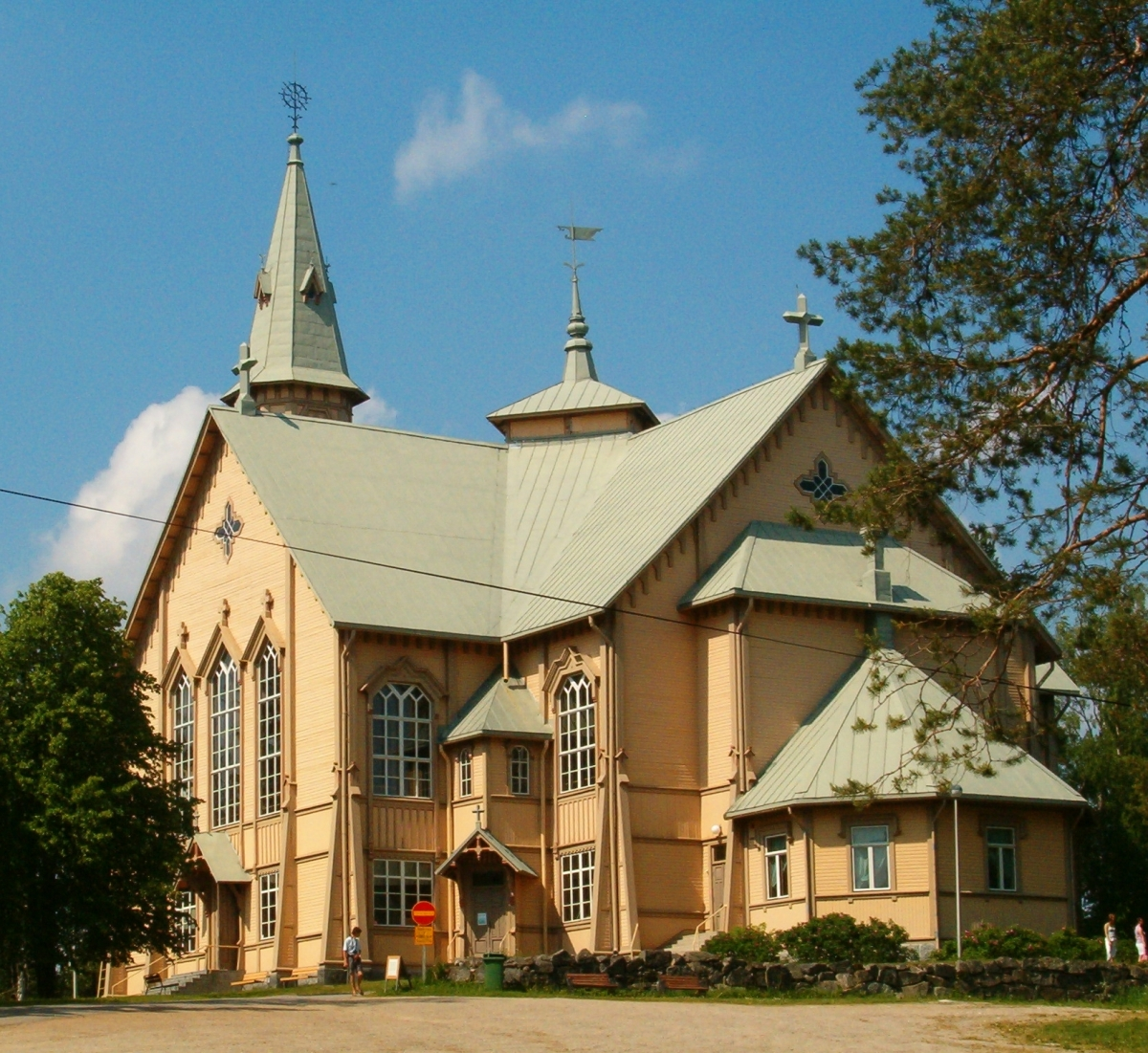
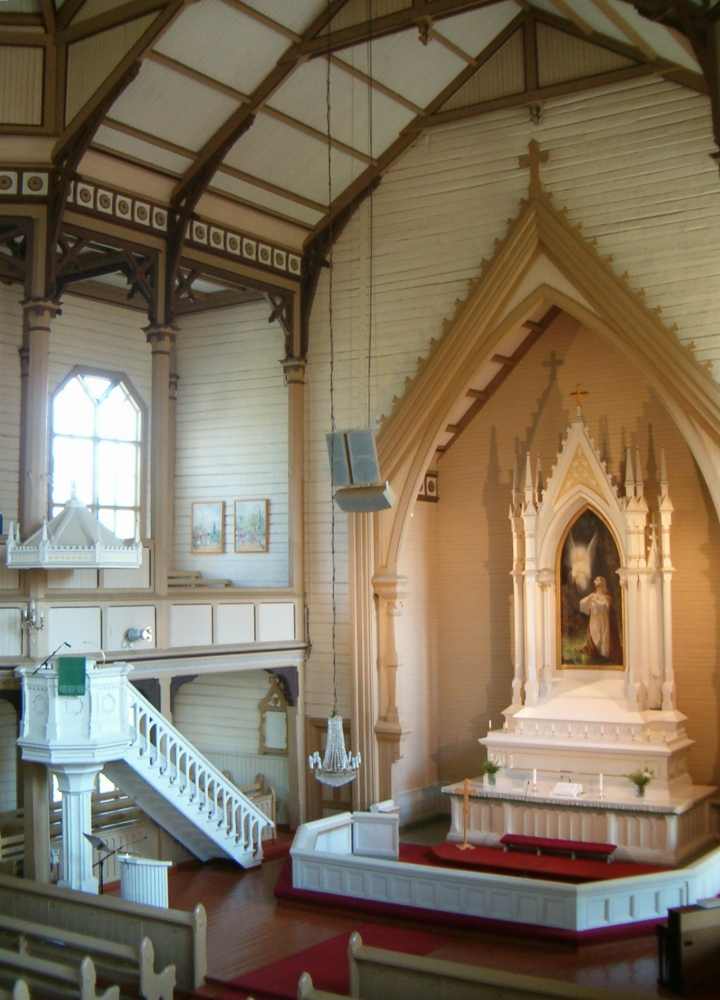
L'autel.
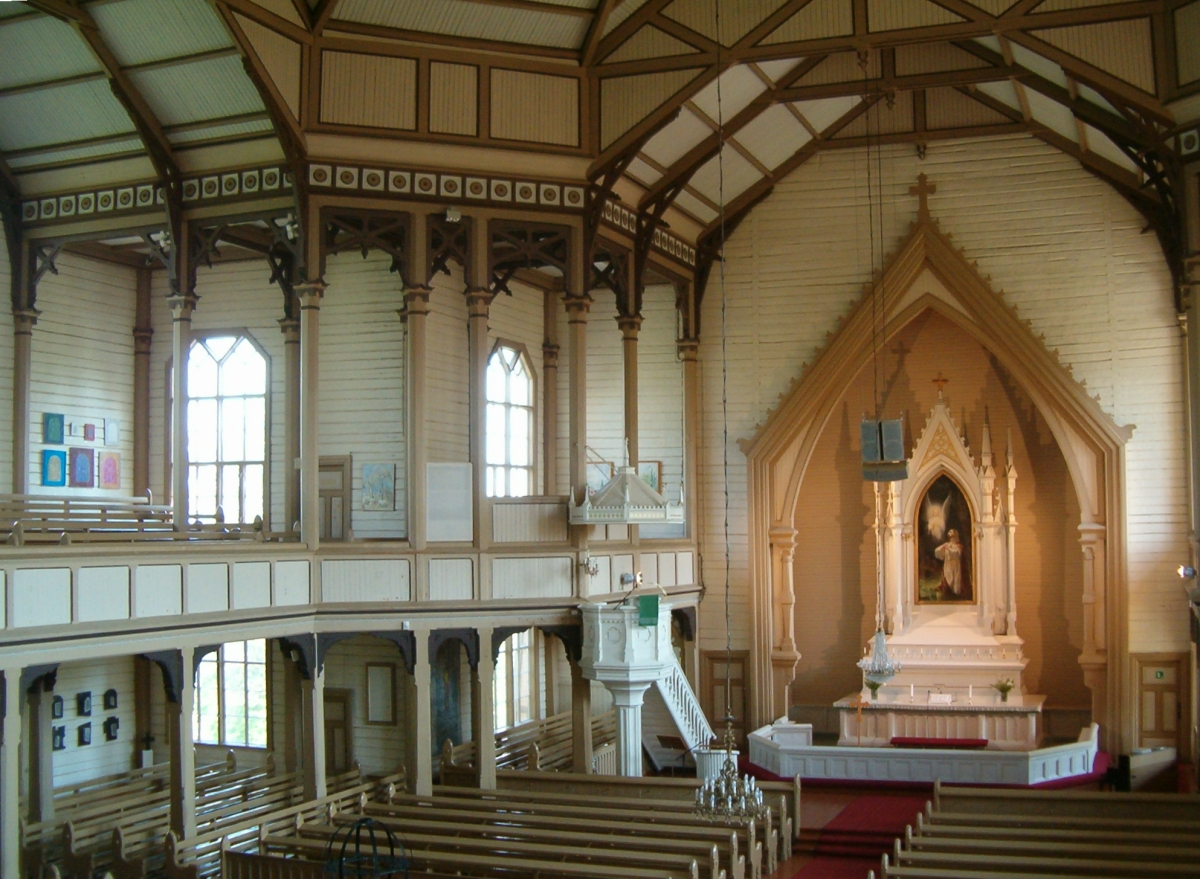
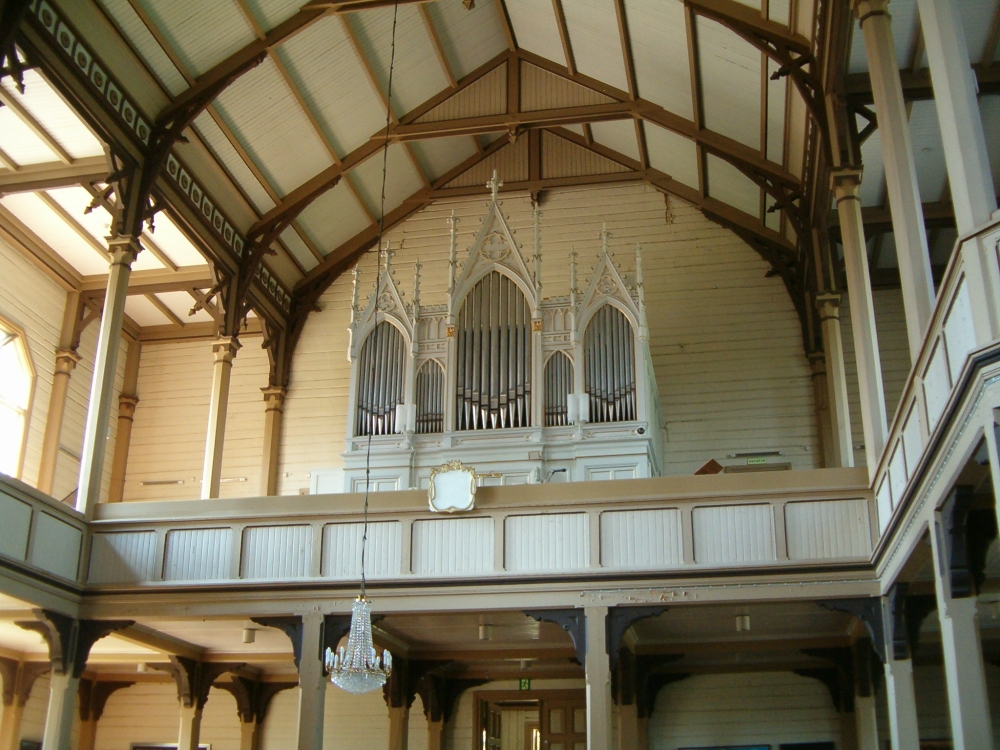
L'orgue